# Oppidum de Boviolles
L'oppidum de Boviolles est situé sur un vaste éperon dominant l'agglomération actuelle de Boviolles, dans le département français de la Meuse.
D'une superficie d'environ 50 ha, il est barré par un imposant rempart de type murus gallicus dont on peut toujours voir les vestiges. L'occupation la plus importante se situe au Ier siècle av. J.-C. : c'était sans doute une véritable ville, avec ses rues, ses maisons, ses commerces et ses quartiers d'artisans, qui s'élevait alors.

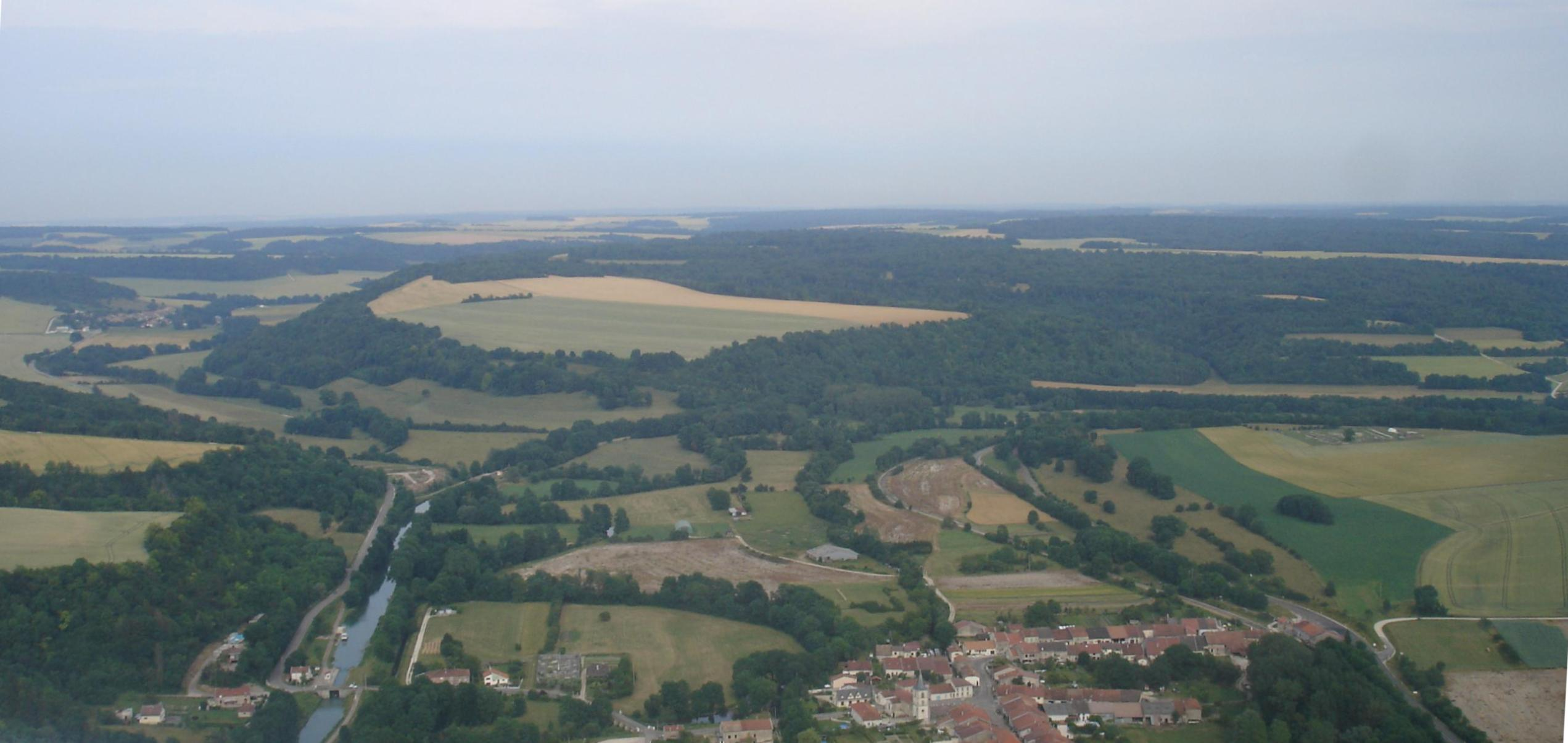
Vue général de l'oppidum.

Les habitants entretenaient des relations commerciales continues avec leurs voisins et avec l'Italie romaine : de nombreuses amphores à vin, des céramiques d'Étrurie et de Campanie ont notamment été découvertes, ainsi que des monnaies en provenance d'une grande partie de la Gaule.
Le site archéologique est inscrit au titre des monuments historiques par arrêté du 11 mai 1994.

## Objets

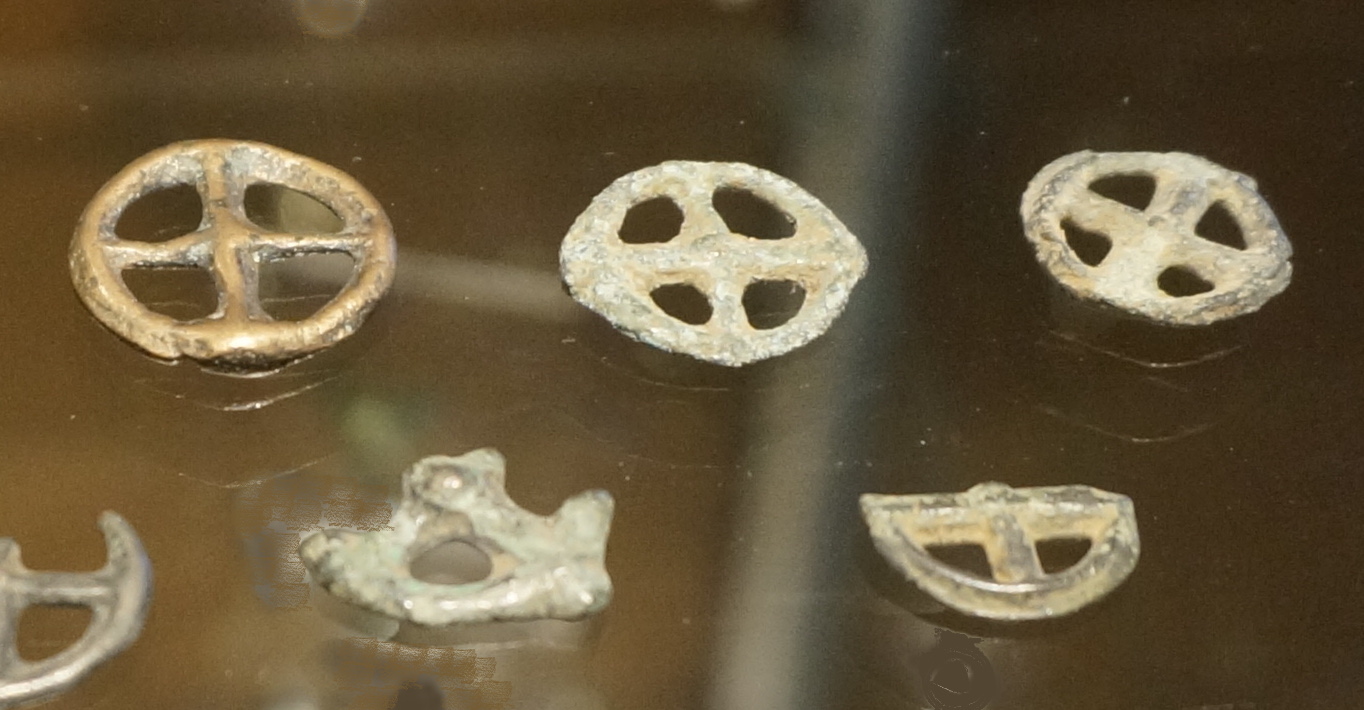
Rouelles.
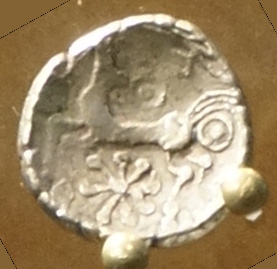
Monnaie leuque.
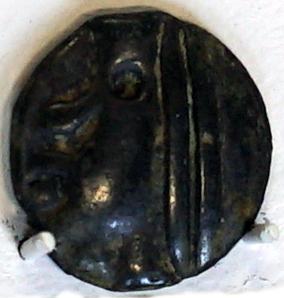
Potin séquane.
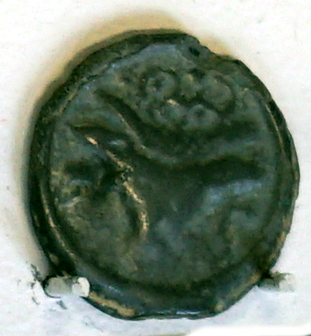
Potin rème.